# بهادرپور، بنگلادش
بهادرپور (به لاتین: Bahadurpur) یک منطقهٔ مسکونی در بنگلادش است که در ناحیه میمن‌سینگ واقع شده‌است.